# Tretogonia callifera
Tretogonia callifera är en insektsart som beskrevs av Melichar 1926. Tretogonia callifera ingår i släktet Tretogonia och familjen dvärgstritar. Inga underarter finns listade i Catalogue of Life.